# Мёрдок, Маргарет
Маргарет Томпсон Мёрдок (англ. Margaret Thompson Murdock, род. 25 августа 1942) — бывший американский стрелок, специализировавшаяся в стрельбе из винтовки. Первая женщина-призёр Олимпийских игр в пулевой стрельбе.

## Карьера
Маргарет Мёрдок начала заниматься стрельбой в родном городе под руководством отца. Потом стала членом мужской сборной по стрельбе из винтовки в Университете Канзаса.
Служила в армии США, где выполняла роль инструктора по стрельбе. Дослужилась до звания майора. 
В 1966 году Мёрдок выиграла чемпионат мира в немецком Висбадене в стрельбе из малокалиберной винтовки из трёх положений. Через четыре года добыла уже две золотые медали чемпионата мира по стрельбе.
В 1968 и 1972 годах не смогла преодолеть американский национальный отбор на Олимпийские игры. В 1976 году смогла квалифицироваться, обойдя в финале отбора действующего олимпийского чемпиона Джона Райтера лишь после повторного изучения мишени.
На Олимпиаде в Монреале выступила в смешанных соревнованиях по стрельбе из малокалиберной винтовки с трёх положений. Набрав в сумме 1162 очка она заняла первое место, но после более детального изучения мишеней золотая медаль перешла к соотечественнику Маргарет — Лэнни Бэшему. Мёрдок стала первой женщиной, выигравшей медаль на Олимпиаде в пулевой стрельбе. На церемонии награждения по приглашению Бэшема она стояла вместе с ним на первой ступени пьедестала почёта.
Завершила спортивную карьеру в возрасте 35 лет. Работала хирургической медсестрой.